# Думка (река)
Думка (укр. Думка) — река на Украине, протекает по территории Деражнянского района Хмельницкой области, Барского и Жмеринского районов Винницкой области. Левый приток реки Ров (бассейн Южного Буга).
Длина реки 25 км. Площадь водосборного бассейна 157 км². Уклон 2,6 м/км. Долина трапециевидная, шириной 1,5 км. Русло извилистое, шириной до 5 м. На реке построено несколько прудов. Используется для технического водоснабжения.
Думка берёт начало около села Радовцы. Течёт на восток и юго-восток. Впадает в реку Ров около села Межиров.
На реке расположены сёла (от истока к устью) Радовцы, Васютинцы, Лука-Барская, Рожепы, Слобода-Межировская, Межиров, Мартыновка.